# Rallye Sanremo 2011
Die Rallye Sanremo 2011 war die 53. Auflage der Rallye Sanremo und der neunte Lauf zur Intercontinental Rally Challenge 2011. Die Rallye wurde vom 22. bis 24. September 2011 ausgetragen.

## Hintergrund
Das Fahrerlager befand sich direkt an der Rivieraküste Sanremos. Die Rallye spielte sich auf engen Bergstraßen im steil aufragenden Hinterland der Umgebung von Sanremo in der Provinz Imperia ab. Nach dem Shakedown am Abend des 22. September begann am 23. September der eigentliche Wettkampf. Auf dem Programm standen 13 Wertungsprüfungen über 225,77 Kilometer. Am ersten Rallyetag folgte auf die sechs Prüfungen am Nachmittag als Höhepunkt der Veranstaltung eine Nachtprüfung: die 44 Kilometer lange Wertungsprüfung „Ronde“. Am zweiten Rallyetag sollten die übrigen sechs Prüfungen folgen, von denen jedoch eine abgebrochen werden musste. Daher wurden insgesamt nur 205,2 gewertete Kilometer absolviert.
Die Rallye Sanremo fand auf asphaltierten Straßen statt und war die letzte reine Asphaltrallye im Kalender der IRC 2011. Charakteristisch für den Rallye-Klassiker waren enge Bergstraßen mit Steigungen und Gefällen. Diese zeichneten sich durch Kurvenreichtum und eine technisch anspruchsvolle Streckenführung aus. Dadurch ermöglichte die Strecke nur ein relativ niedriges Durchschnittstempo.
Zur Rallye starteten 57 Teams, von denen 16 ein Super-2000-Fahrzeug steuerten. Unter den Spitzenpiloten der IRC fehlte jedoch erneut Škoda-Werkspilot Juho Hänninen. Obwohl er bereits auf der Nennliste stand, zog Škoda ihn kurzfristig zurück und ließ ihn nicht zur Rallye antreten.

## Verlauf
Bereits während der ersten Wertungsprüfung war die Rallye für den Peugeot-UK-Piloten Guy Wilks beendet, nachdem er in ein Brückengeländer gerutscht war und sein Fahrzeug dadurch ein Rad verloren hatte. Christopher Atkinson blieb mit technischem Defekt an seinem Proton liegen und war ebenfalls zur Aufgabe gezwungen. Die Bestzeit auf WP1 setzte Andreas Mikkelsen, der schon im Shakedown Schnellster war. Anschließend entschied Freddy Loix zwei Wertungsprüfungen für sich, aber ohne Mikkelsen von der Spitze verdrängen zu können. Dieser holte sich auf den restlichen drei Wertungsprüfungen am Nachmittag wieder alle Bestzeiten und baute seinen Vorsprung auf Loix auf 4,5 Sekunden aus. Auf der folgenden langen Nachtprüfung „Ronde“ distanzierte der belgische Routinier den jungen Norweger um 7,2 Sekunden und übernahm die Führung in der Gesamtwertung. Loix nahm 2,7 Sekunden Vorsprung mit in den zweiten Tag. Die Verfolger der beiden Škoda-Piloten an der Spitze, Thierry Neuville und Bryan Bouffier, lagen rund 17 Sekunden zurück. Der bisher fünftplatzierte Jan Kopecký konnte dem Tempo der Schnellsten nicht folgen und hatte bereits über 34 Sekunden Rückstand.
Zu Beginn des zweiten Tages verlor Loix mehrere Sekunden seines Vorsprungs und musste letztendlich die Führung an Mikkelsen abgeben. Immer besser in Fahrt kam hingegen Neuville im Kronos-Peugeot, der sich beide Bestzeiten am Vormittag sicherte und allmählich auf die Führenden aufschloss. Die drei Erstplatzierten lagen nun innerhalb von fünf Sekunden. Auf WP10 schlug Loix zurück, als er die schnellste Zeit fuhr und sich wieder an die Spitze der Gesamtwertung setzte. Doch auf der anschließenden WP11 verunfallte Loix in einer schnellen Bergabpassage. Da sein Škoda an einer Engstelle die Straße blockierte, wurde die Prüfung nicht gewertet. Neuer Führender war nun wieder Mikkelsen, der vor den letzten zwei Wertungsprüfungen aber nur noch einen Vorsprung von 1,9 Sekunden auf Neuville hatte. Dieser übernahm auf WP12 mit einer um 2,2 Sekunden schnelleren Zeit die Gesamtführung. Auf der abschließenden WP13 war Neuville erneut schneller und sicherte sich den Sieg. Mikkelsen wurde mit 1,5 Sekunden Rückstand Zweiter. Das Podium komplettierte Bouffier, der 16 Sekunden zurücklag. Dem viertplatzierten Kopecký fehlte über eine Minute auf die Spitze. 44 Fahrzeuge erreichten das Ziel.

## Ergebnisse

### Gesamtwertung
| Pos. | Fahrer             | Beifahrer           | Fahrzeug                | Gesamtzeit | Rückstand | Punkte |
| ---- | ------------------ | ------------------- | ----------------------- | ---------- | --------- | ------ |
| 1    | Thierry Neuville   | Nicolas Gilsoul     | Peugeot 207 S2000       | 2:19:57,8  |           | 25     |
| 2    | Andreas Mikkelsen  | Ola Fløene          | Škoda Fabia S2000       | 2:19:59,3  | 1,5       | 18     |
| 3    | Bryan Bouffier     | Xavier Panseri      | Peugeot 207 S2000       | 2:20:13,8  | 16,0      | 15     |
| 4    | Jan Kopecký        | Petr Starý          | Škoda Fabia S2000       | 2:21:06,9  | 1:09,1    | 12     |
| 5    | Bruno Magalhães    | Paulo Grave         | Peugeot 207 S2000       | 2:21:23,8  | 1:26,0    | 10     |
| 6    | Alessandro Perico  | Fabrizio Carrara    | Peugeot 207 S2000       | 2:23:45,6  | 3:47,8    | 8      |
| 7    | Umberto Scandola   | Guido D’Amore       | Ford Fiesta S2000       | 2:24:03,7  | 4:05,9    | 6      |
| 8    | Pierre Campana     | Sabrina De Castelli | Peugeot 207 S2000       | 2:24:25,8  | 4:28,0    | 4      |
| 9    | Toni Gardemeister  | Tapio Suominen      | Škoda Fabia S2000       | 2:25:21,9  | 5:24,1    | 2      |
| 10   | Giandomenico Basso | Mitia Dotta         | Proton Satria Neo S2000 | 2:27:24,7  | 7:26,9    | 1      |

### Wertungsprüfungen
| Tag                   | WP   | Uhrzeit | Name            | Länge    | Sieger                             | Zeit                        | Ø-Tempo                     | Gesamtführender   |
| --------------------- | ---- | ------- | --------------- | -------- | ---------------------------------- | --------------------------- | --------------------------- | ----------------- |
| Tag 1 (23. September) | SS1  | 13:54   | Coldirodi 1     | 13,06 km | Andreas Mikkelsen                  | 8:27,3                      | 92,68 km/h                  | Andreas Mikkelsen |
| Tag 1 (23. September) | SS2  | 14:33   | Bajardo         | 7,36 km  | Freddy Loix                        | 5:18,7                      | 83,14 km/h                  | Andreas Mikkelsen |
| Tag 1 (23. September) | SS3  | 14:51   | Bignone 1       | 10,59 km | Freddy Loix                        | 6:51,5                      | 92,65 km/h                  | Andreas Mikkelsen |
| Tag 1 (23. September) | SS4  | 16:50   | Coldirodi 2     | 13,06 km | Andreas Mikkelsen                  | 8:22,1                      | 93,64 km/h                  | Andreas Mikkelsen |
| Tag 1 (23. September) | SS5  | 17:12   | Apricale        | 17,43 km | Andreas Mikkelsen                  | 12:19,4                     | 84,86 km/h                  | Andreas Mikkelsen |
| Tag 1 (23. September) | SS6  | 17:39   | Bignone 2       | 10,59 km | Thierry Neuville Andreas Mikkelsen | 6:47,0                      | 93,67 km/h                  | Andreas Mikkelsen |
| Tag 1 (23. September) | SS7  | 22:33   | Ronde           | 44,00 km | Freddy Loix                        | 29:35,7                     | 89,20 km/h                  | Freddy Loix       |
| Tag 2 (24. September) | SS8  | 10:16   | Colle Langan 1  | 20,57 km | Thierry Neuville                   | 13:49,9                     | 89,23 km/h                  | Andreas Mikkelsen |
| Tag 2 (24. September) | SS9  | 10:53   | Passo Teglia 1  | 18,80 km | Thierry Neuville                   | 13:38,6                     | 82,68 km/h                  | Andreas Mikkelsen |
| Tag 2 (24. September) | SS10 | 12:02   | Colle d'Oggia 1 | 15,47 km | Freddy Loix                        | 10:27,8                     | 88,71 km/h                  | Freddy Loix       |
| Tag 2 (24. September) | SS11 | 15:16   | Colle Langan 2  | 20,57 km | Wertungsprüfung abgebrochen        | Wertungsprüfung abgebrochen | Wertungsprüfung abgebrochen | Andreas Mikkelsen |
| Tag 2 (24. September) | SS12 | 16:00   | Passo Teglia 2  | 18,80 km | Thierry Neuville                   | 13:33,1                     | 83,24 km/h                  | Thierry Neuville  |
| Tag 2 (24. September) | SS13 | 17:09   | Colle d'Oggia 2 | 15,47 km | Thierry Neuville                   | 10:21,3                     | 89,64 km/h                  | Thierry Neuville  |